# Песни мёртвых
«Песни мёртвых» — пятый студийный альбом рок-группы «Мастер», вышедший в 1996 году; третий русскоязычный альбом; последний студийный альбом с вокалистом Михаилом Серышевым.

## История создания

### Событийный контекст
К середине 90-х сложилась следующая ситуация: «Мастер», окрылённый предыдущим ошеломительным успехом альбомов «Мастер» и «С петлёй на шее», с 1991 по 1995 год активно гастролировал за границей, практически не выступая на российских площадках. Работая в Бельгии над записью альбома с условным названием «Империя зла» (англ. Empire of Evil), музыканты сделали ставку на англоязычные композиции (тем более, что таково было условие заказчиков — бельгийской фирмы «Two Flags»). Из-за банкротства бельгийской звукозаписывающей компании альбом так и не вышел; наработанный материал стал основой альбома «Talk of the Devil» (1992). Всё ещё рассчитывая на зарубежный прокат, группа записывает второй англоязычный альбом — «Maniac Party» (1994).
Возвратившись летом 1995 года из зарубежного турне, музыканты обнаруживают, что угасание интереса к трэш-металу, длительное отсутствие группы на отечественной рок-сцене и два вышедших подряд альбома на английском языке свели былую популярность «Мастера» практически к нулю. Вдобавок ко всему, за последние четыре года в группе произошли значительные «кадровые перестановки»: из группы уходят Андрей Большаков, Кирилл Покровский, Сергей Попов и Игорь Молчанов; им на смену пришли Вячеслав Сидоров (гитара) и Андрей Шатуновский (барабаны) — его вскоре сменяет Анатолий Шендеров; в 1993 году уходит Сидоров, которого заменяет Игорь Кожин (из-за чрезмерной занятости которого в «Лиге блюза» Грановскому пришлось снова звать Попова в качестве сессионного музыканта).
В это время группа начинает выступать в московских клубах, меняет стиль на более соответствующий классическому хеви-металу и начинает тесно сотрудничать с музыкантами группы «Ария». Так, в 1994 году с «Мастером» выступал временно ушедший из «Арии» Валерий Кипелов, а в 1997 году Алик Грановский принимает участие в записи альбома Сергея Маврина и Валерия Кипелова «Смутное время».
Записанный в 1996 году альбом, получивший название «Песни мёртвых», был встречен публикой с куда большим энтузиазмом, чем предыдущие англоязычные альбомы, и популярность группы снова стала расти. «Мастер» возобновил активную концертную деятельность.

МАСТЕР — такая группа, что, если проследить от первого до последнего альбома — каждый альбом определяется какой-то определенной вехой в течение музыки. То есть, или это хэви, или это пародия на трэш, или трэш как таковой, или арт-трэш-прогрессив — как «Maniac Party», или такой альбом, как «Песни мертвых» — хард-рок, хеви и тот же трэш. Так что МАСТЕР не стоит на месте, он развивается, и то же можно сказать и про людей.— Алик Грановский, интервью перед фестивалем «Живые легенды хард-рока», 1998)

### Запись альбома «Песни мёртвых»
Спустя два года после выхода альбома, в одном из интервью Алик Грановский извинился перед поклонниками группы за предыдущие альбомы на английском языке и признался, что сам он воспринимает «Песни мёртвых» скорее как неудачный эксперимент:

— …И какое у тебя самого отношение к предыдущим альбомам группы, в частности, к альбому «Песни мёртвых», который был неоднозначно принят и критиками и публикой?

— Ты знаешь, я так полагаю, что, наверное, это был проходной альбом. Это не самый лучший альбом у нас, но… если проследить развитие групп — есть подъёмы, падения и совсем тишина. Это, конечно, не самый лучший альбом группы.— Алик Грановский, интервью перед фестивалем «Живые легенды хард-рока», 1998

— …Немного возвращаясь в прошлое: на каждом альбоме МАСТЕРА, кроме первого, есть твои — причем чумовейшие абсолютно — соляки. Почему его не было на «Песнях мёртвых»?

— Дело вот в чём — если взять басовое соло как единицу, как самостоятельное музыкальное произведение... дело в том, что я никогда не писал басовые соло просто так. Я могу, конечно, взять и записать что-нибудь - возможно, что-нибудь более интересное... но это будут просто упражнения. Дело в том, что я проходил какие-то свои жизненные атмосферы, и поэтому у меня рождались какие-то определенные аккорды, которые я играл на бас-гитаре... и я их хотел отразить в записи, чтобы они остались. Те альбомы, на которых их нет - значит, это были альбомы, на которых у меня не было этого чувства, и я не хотел их играть.

— То есть это можно понимать так, что лучший альбом МАСТЕРА - это тот альбом, на котором присутствует твоё соло?

— Совсем не обязательно, это не важно. Это зависит от моего состояния - внутреннего, душевного.— Алик Грановский, интервью перед фестивалем «Живые легенды хард-рока», 1998

### История создания и судьба отдельных композиций
- Песни мёртвых. Заглавная композиция альбома посвящена Курту Кобейну, лидеру американской группы Nirvana.
- Пепел на ветру. Композиция за авторством Маргариты Пушкиной стала одним из главных хитов сезона[1].

## Список композиций
| №   | Название              | Текст песни       | Музыка            | Длительность |
| --- | --------------------- | ----------------- | ----------------- | ------------ |
| 1.  | «Песни мёртвых»       | Маргарита Пушкина | Сергей Попов      | 5:56         |
| 2.  | «Дикие гуси»          | Попов             | Попов             | 4:27         |
| 3.  | «Дайте свет!»         | Пушкина           | Анатолий Шендеров | 4:12         |
| 4.  | «Пепел на ветру»      | Пушкина           | Алик Грановский   | 4:40         |
| 5.  | «Надоело»             | Попов             | Грановский        | 2:57         |
| 6.  | «Только ты сам»       | Попов             | Грановский        | 3:24         |
| 7.  | «Я не хочу войны»     | Попов             | Попов             | 3:29         |
| 8.  | «Тату»                | Пушкина           | Грановский        | 3:23         |
| 9.  | «Ночь» (instrumental) | —                 | Попов             | 4:58         |
| 10. | «Корабль дураков»     | Нина Кокорева     | Попов             | 4:02         |

## Участники записи
- Михаил Серышев — вокал.
- Сергей Попов — гитара.
- Алик Грановский — бас-гитара.
- Анатолий Шендеров — ударные.
- Андрей Гирнык «ZZ-Top», Александр Трофимов и Юрий Катин - хор (8).
- Звукорежиссёры - Владимир Холстинин и Дмитрий Калинин.
- Запись проводилась на студии «Ария Records» в марте 1996 года.